# Шелководство

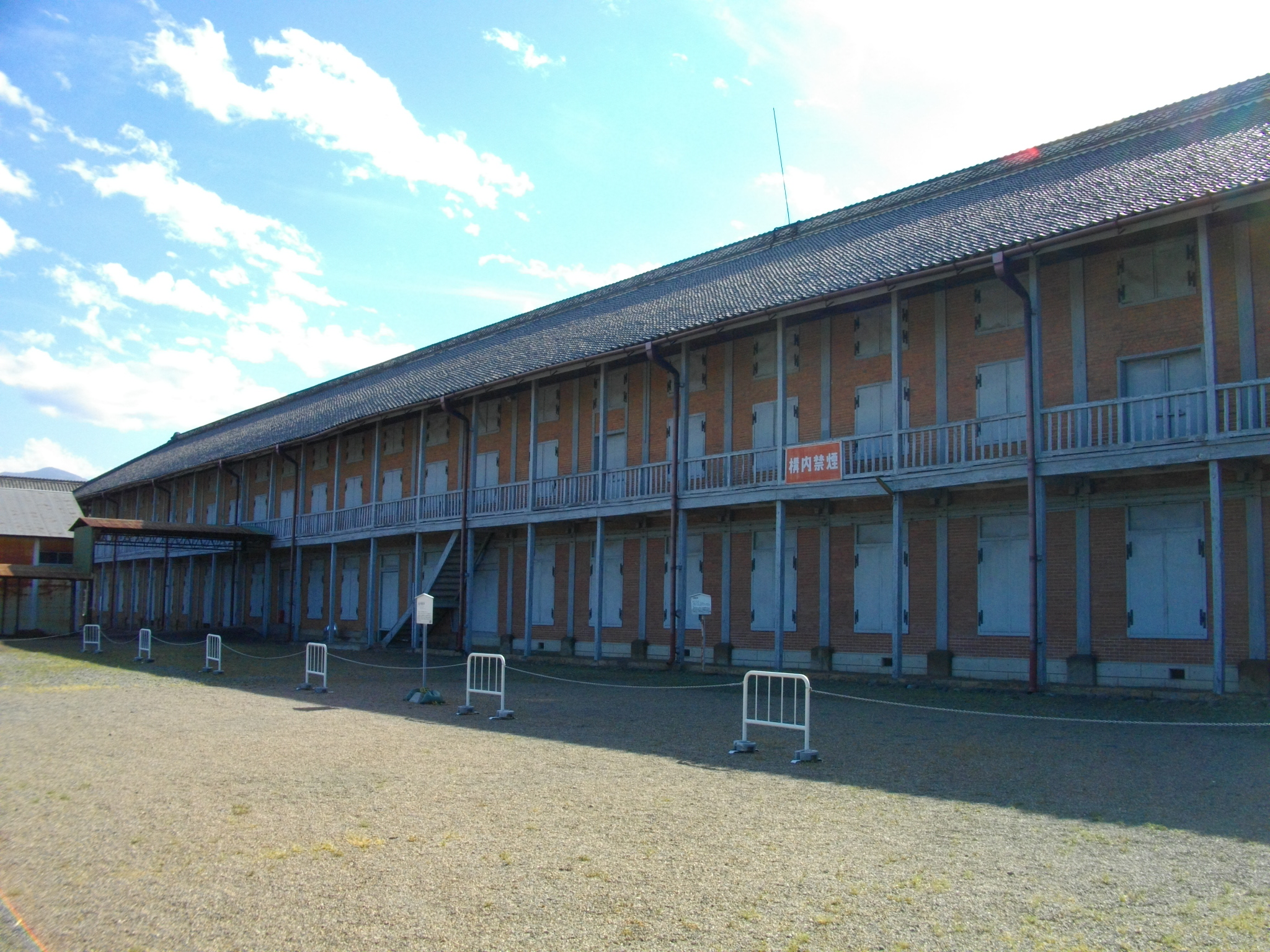
Шёлкоткацкая фабрика Томиока (Япония, XIX век) — памятник Всемирного наследия

Шелководство — разведение шелковичных червей для получения шёлка. Наиболее широко применяется тутовый шелкопряд (Bombyx mori). Согласно конфуцианским текстам, производство шелка с использованием тутового шелкопряда началось около XXVII века до н. э., хотя археологические исследования позволяют говорить ещё о периоде Яншао (5000 лет до н. э.). В первой половине I века н. э. шелководство пришло в древний Хотан, и в конце III века пришло в Индию. Позднее оно было введено в Европе, Средиземноморье и других азиатских странах. Шелководство стало важным в ряде стран, таких как Китай, Республика Корея, Япония, Индия, Бразилия, Россия, Италия и Франция. Сегодня Китай и Индия являются двумя основными производителями шёлка, охватывая около 60 % мирового годового производства.
В 2022 году, на заседании Межправительственного комитета ЮНЕСКО по сохранению нематериального культурного наследия, проходящем с 28 ноября по 3 декабря в Рабате, шелководство и традиционное производство шёлка для ткачества было внесено от Азербайджана, Афганистана, Ирана, Турции, Таджикистана, Туркменистана и Узбекистана в репрезентативный список нематериального культурного наследия человечества.

## История
Самый древний кокон шелкопряда был найден в неолитическом поселении северной провинции Шаньси (ок. 2200—1700 гг. до н. э.), а первые фрагменты шелковой ткани в одной из гробниц Южного Китая (Китай), времен Борющихся царств (475—221 гг. до н. э.). Древние китайцы очень высоко ценили шелк за его прочность, мягкость и блеск; большая часть изготовленных тканей шла на пошив одежды для богатых людей. Шелк ткали несколькими способами, поэтому из него изготавливали как тяжелую ткань, так и очень легкую. Куртки часто украшались богатой вышивкой на фантастические мотивы.
Технология производства шелка очень проста и в то же время бесконечно сложна. Личинка шелкопряда живёт на листьях шелковицы. В первые тридцать дней своей жизни, когда идет процесс превращения её в гусеницу, она съедает количество листьев, в двадцать раз превышающее свой собственный вес. Поэтому для выращивания шелкопряда китайцы создавали большие плантации шелковицы, которые давали им необходимые листья. Тысячи шелкопрядов выращивали на специальных подносах. Когда формирование кокона подходило к концу, цикл жизни гусеницы искусственно прерывали. Бабочек умерщвляли горячим паром. Коконы заливали кипящей водой, чтобы очистить их от серицина (клейкого вещества): после этого волокна разматывали, чтобы получить более или менее тонкую нить: от шести-семи волокон для самой тонкой до двадцати пяти для более грубой. Из одного кокона получали около 500 метров нити. Уже готовые мотки нитей поступали в специальные мастерские, где их красили, затем — подавали на кросна для тканья. Чтобы соткать один квадратный метр ткани, необходима была нить, размотанная из трех тысяч пятисот коконов.
С тех пор технология изготовления шелка постоянно совершенствовалась, и это производство стало одной из главных отраслей китайской экономики на многие сотни лет. Со II в. н. э. шелк стал главным товаром, который везли китайские купцы в дальние страны. Он высоко ценился в Восточном Туркестане и Средней Азии, Индии и Парфии, Риме и Александрии египетской. А в Риме в первые века нашей эры даже существовал специальный рынок по продаже шелка. Уже в наиболее древних памятниках санскритского языка говорится о шелке. Мукерьи полагает, что шелководческая промышленность возникла независимо у китайцев, индусов и семитов и что европейские народы получили первые сведения о шелке от монголов. В Европе шелководство начало развиваться сравнительно поздно. Так, шелковые товары стали ввозиться в Европу со II в. Спустя ещё 4 века, то есть при императоре Юстиниане, когда два монаха-миссионера доставили в Константинополь небольшое количество грены, были впервые выведены и выкормлены шелковичные черви листьями чёрной шелковицы, уже имевшейся тогда в Европе. Собственно же начало развития шелководства, как промышленности, в Европе положено было только в VIII веке арабами. В Сицилии в XII веке производилось много шелка; в XIII веке промышленное шелководство существовало в Италии, но только в XVI и XVII столетиях итальянское шелководство сделало огромные успехи. Во Франции только со времен Генриха IV шелководство получило государственное значение. В России первые попытки насаждения шелководства были при Михаиле Феодоровиче; при Алексее Михайловиче совершены посадки шелковицы под Москвой (село Измайловка). Петр Первый не только запретил истребление уже существующих плантаций (в Астрахани и Ахтубе), но и развел новые (в Киеве и Константинограде), а на Кавказе, по Тереку, были розданы земли под разведение шелковицы. При Екатерине II, благодаря устройству казённых плантаций и поощрению раздачей земли и денежных пособий, положено начало крымскому шелководству. При Павле I казённые плантации были розданы в пользование крестьянам, устраивались казённые шелкомотальни, были установлены особые денежные награды за успехи в области шелководства и назначены особые правительственные инспектора по шелководству. Несмотря, однако, на перечисленные меры, развитие шелководства в России шло слабо: постоянные болезни шелковичного червя в сильной степени задерживали это развитие.

## Технология
Главнейшим кормом для шелковичного червя служат листья шелковицы. Тутовое дерево, или шелковица, принадлежит к роду Morus, семейства Moraceae; всех видов рода Morus насчитывается до 10, но из них для шелководства имеют значение только Morus nigra, Morus alba и Morus rubra.
Черная шелковица (M. nigra, илл. 1) имеет толстые, широкие, сердцевидные, у основания равносторонние, тёмно-зелёные, короткочерешчатые листья и крупные, черно-фиолетовые, на короткой ножке плоды.

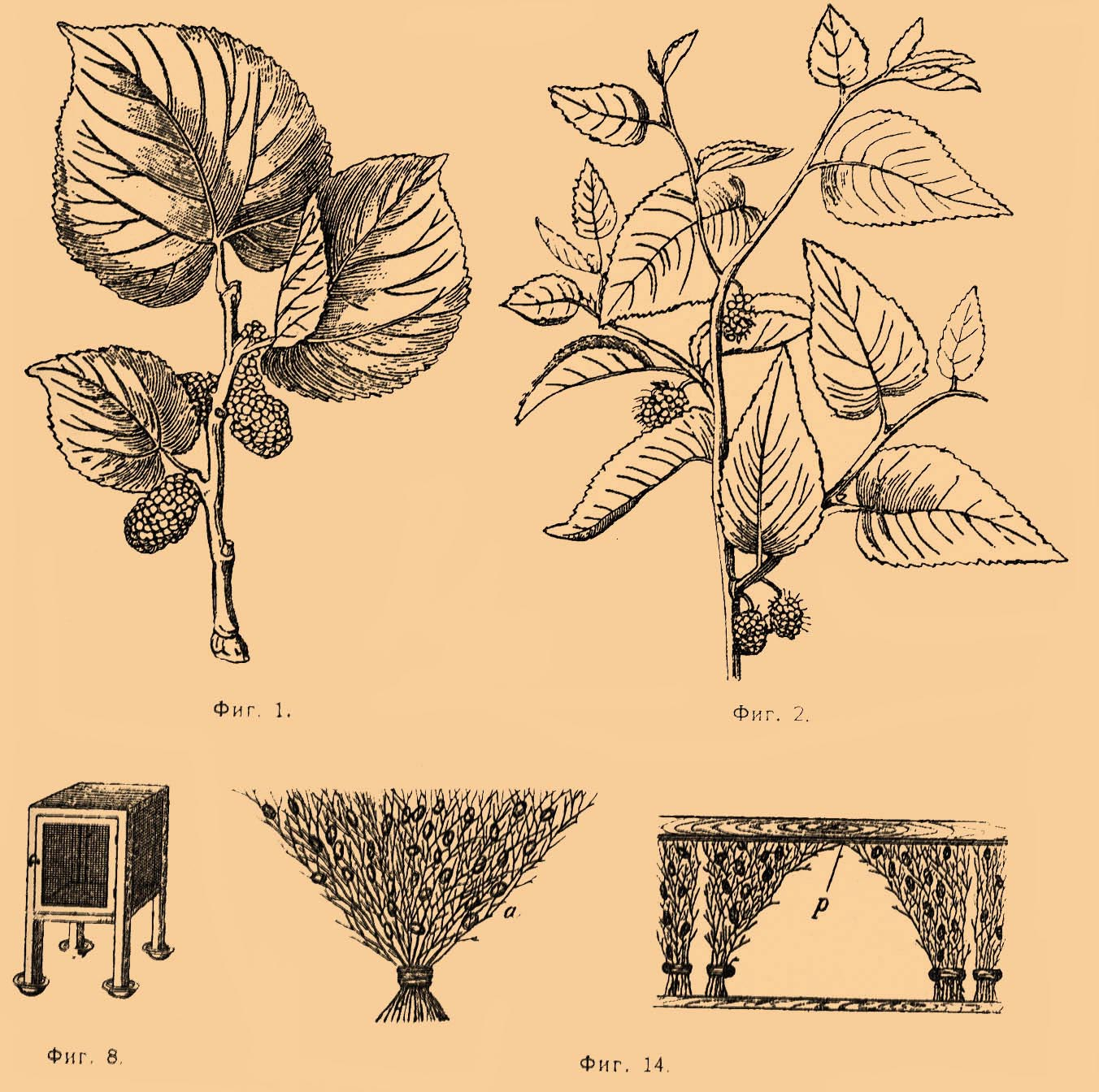
илл. 1.

Мужские соцветия толстые, цилиндрические; женские — короткие, овальные; рыльце покрыто обильно волосками. Разводится в южной Европе, Малой Азии, на южном побережье Крыма, в Закавказье, Туркестане и Персии. Высота дерева до трех сажень и более.
Белая шелковица (М. alba, илл. 2) имеет листья более тонкие и светло-зеленые, большей частью яйцевидные, очень часто лопатистые, с непостоянным числом лопастей (илл. 3), длинночерешковые, края их зазубренные; плоды на длинной ножке белые, красные или фиолетовые.

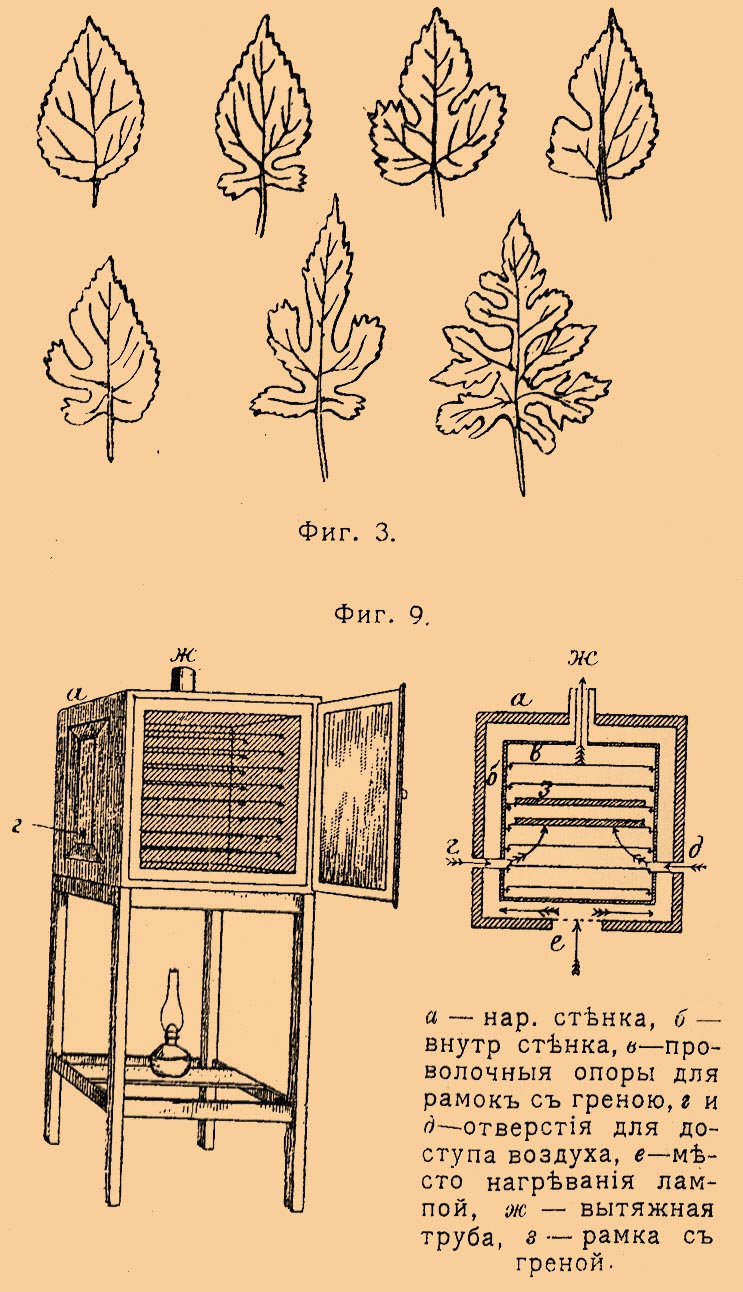
Илл. 3.

Геттон полагает, что помимо обыкновенного шелковичного червя или тутового шелкопряда (Bombyx mori) следует различать ещё пять видов, давших начало различным домашним породам: 1) В. textor, 2) B. sinensis, В. croesi, В. fortunatus и В. arracanensis; виды эти характеризуются мелкими, более или менее мягкими, на концах приостренными коконами. Родиной всех этих видов Геттон признает Китай; Мукерьи же полагает, что настоящей родиной В. mori являются Гималаи и что все указанные Геттоном 5 видов суть климатические разновидности общего родоначальника, В. mori. Несомненно, что современные породы шелковичного червя (В. mori) были получены шелководами путём тщательного подбора. О значении подбора в Ш. можно видеть хотя бы из следующего примера: в 1888 г. Кутань занялся подбором с целью увеличить продуктивность жёлтой французской породы червей, причем в начале опытов коконы давали в среднем 14,2 % шелка, а к 1893 г. процент этот поднялся до 16,3. Породы тутового шелкопряда распадаются на следующие группы:
1. японские,
2. китайские и корейские,
3. индийские и индокитайские
4. среднеазиатские
5. персидские
6. закавказские
7. малоазиатские и балканские и
8. европейские.

Вполне точно установленных пород очень мало, и большинство их требует ещё дальнейшего изучения. Породы отличаются по признакам грены, червя, кокона и бабочки; так, грена бывает крупная, мелкая, приклеивается бабочкой или нет. Черви разнятся между собой по наружному виду, величине, окраске, числу линек (3 или 4) и по числу урожаев (с одним и с многими). Наконец, коконы отличаются по величине, форме, цвету, зернистости и количеству шелка (см. илл. 7).

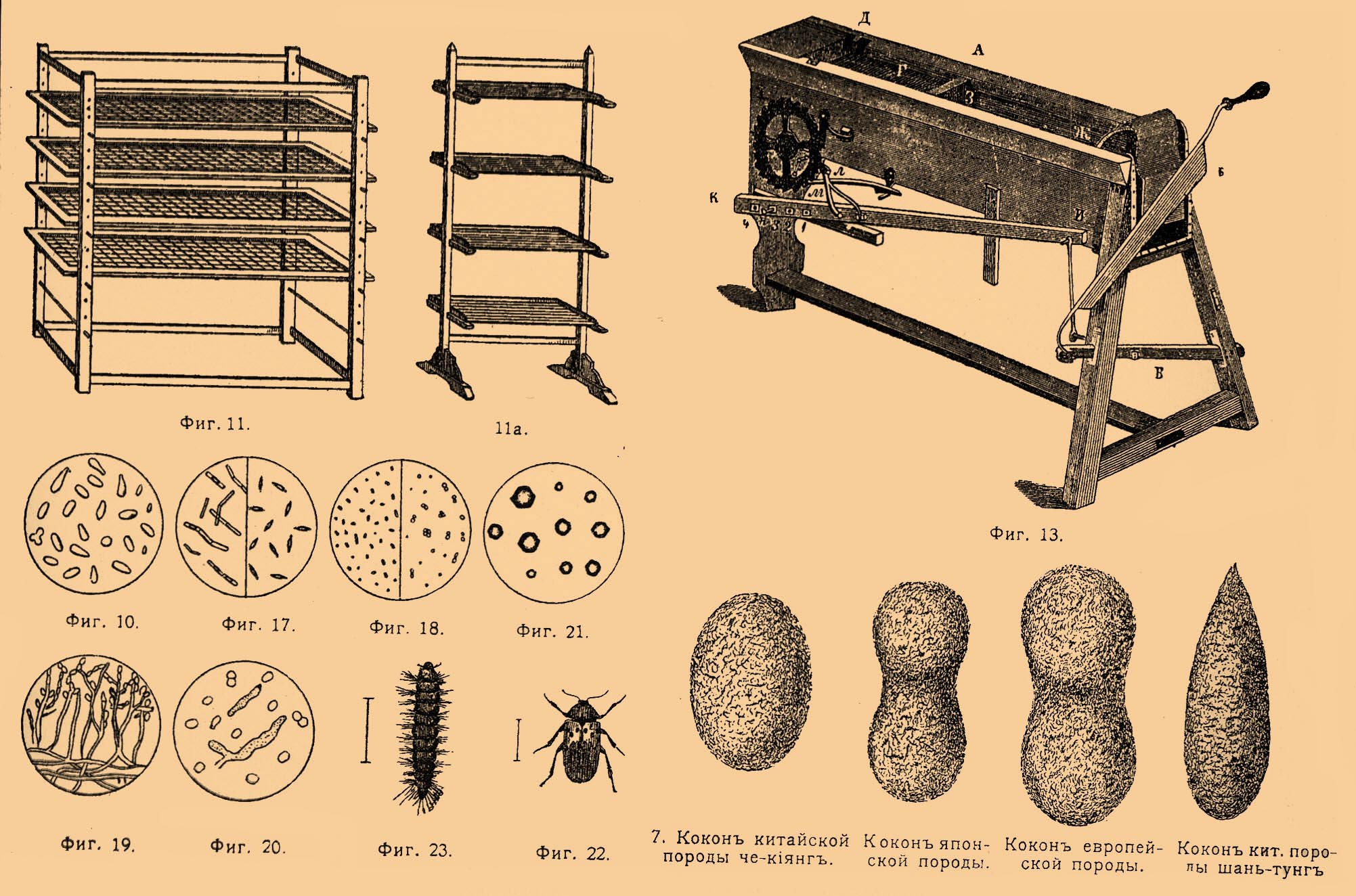
Илл. 7. Кокон китайской породы че-кианг. Кокон японской породы. Кокон европейской породы. Кокон китайской породы шань-тунг.

Японские породы: a) дающие по одному урожаю в год, с 4 линьками; продолжительность жизни 34 дня; черви белые с крапчатым рисунком, с глазками или без них; коконы небольшой величины белого и зелёного цвета, обыкновенно с перехватом. Бабочка белой окраски, яйца приклеиваются; b) обыкновенная японская порода с белыми или зелеными коконами; черви белые с бурыми крапинками; дают 2 урожая в год (бивольтинные); продолжительность жизни 28—30 дней. Породы эти очень выносливы; их предпочитают в местностях сырых, где нужны более выносливые породы.
Китайские породы приносят один или два урожая в год; дают коконы мелкие и средней величины, овальные или остроконечные, белого, бланжевого, иногда зелёного цвета, окраска червей очень разнообразна; бабочки обыкновенно белые (корейские — пестрые); грена приклеивается; продолжительность жизни — 30 дней. Породы эти очень нежные. Остальные азиатские породы отчасти вырождаются, а отчасти вытесняются европейскими и в общем представляют меньший интерес.
Европейские породы имеют коконы средней и крупной величины, правильной формы, с перехватом; бланжевого или белого цвета; черви белые, иногда темные и зебровидной окраски; линек 4; грена приклеивается; бабочки белые. Коконы дают много шелка и притом хорошего качества. Породы эти разделяются на следующие группы: а) австрийские, б) итальянские, в) французские и г) испанские. На первом плане стоят французские и итальянские породы; из разновидностей первой лучшие севенская и пиренейская, а более выносливая — варская; из итальянских лучший шелк доставляет бионская разновидность, а затем бриоцца. С промышленной целью разводятся очень много метисных пород. В России разводятся японская, французская, итальянская, хорасанская и бухарская породы.
Развитие червя. Шелковичный червь (илл. 5 и 6) выходит из яичка или грены, облеченного в очень плотную и толстую скорлупу.

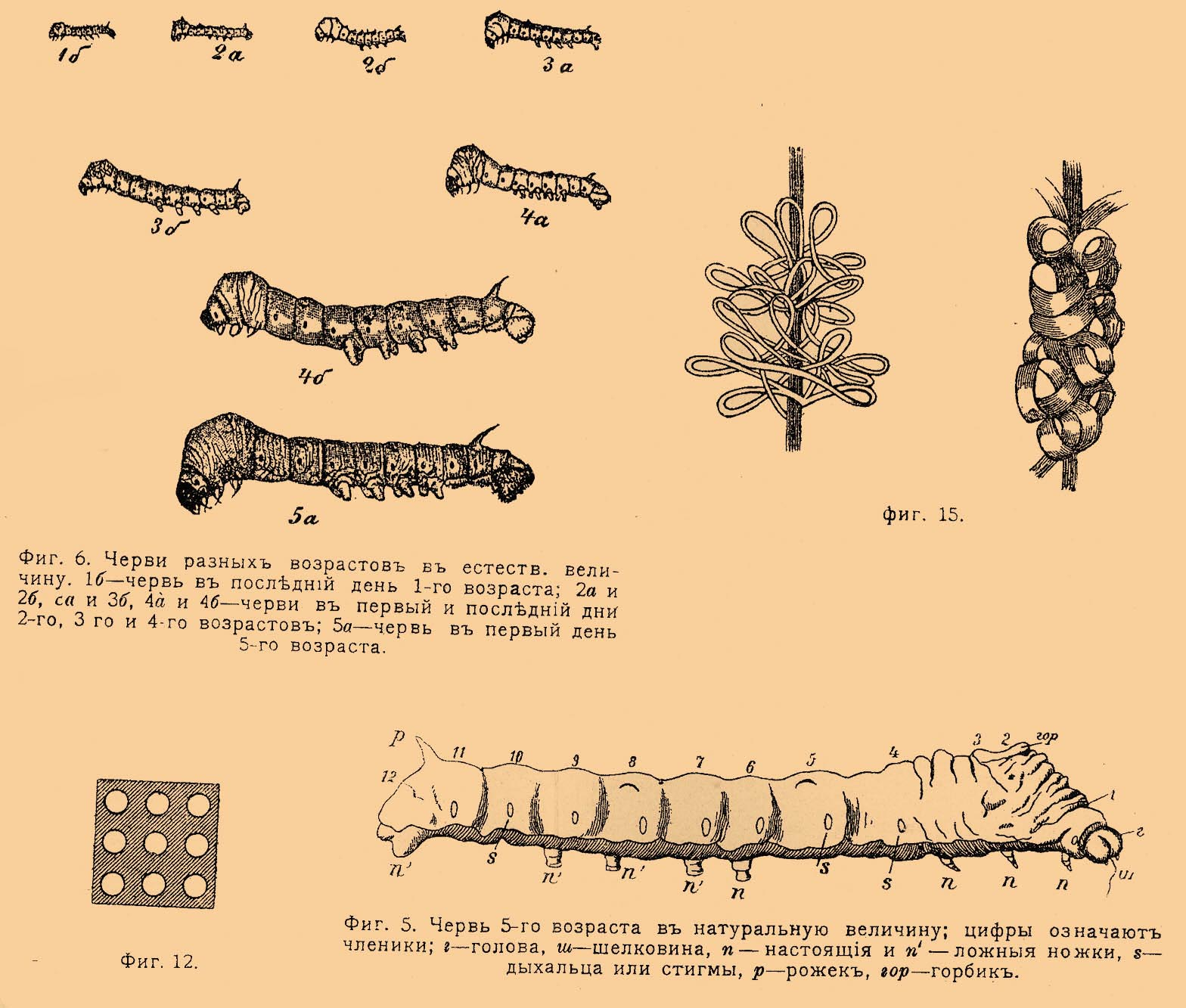
Илл. 5. Червь 5-го возраста в натуральную величину; цифры обозначают членики; г — голова, ш — шелковина, п — настоящие и п′ — ложные ножки, s — дыхальца или стигмы, p — рожок, гор — горбик.
(Табл. ШЕЛКОВОДСТВО). Илл. 6. Черви различных возрастов в естественную величину. 1б — червь в последний день первого возраста; 2а и 2б, 3а и 3б, 4а и 4б — черви в первый и последний дни 2-го, 3-го и 4-го возрастов; 5а — червь в первый день 5-го возраста.

В это время он очень мал, темно-бурого цвета и весь покрыт длинными волосками, отчего кажется мохнатым. При хорошем корме черви быстро растут и к концу 4 дня жизни становятся светло-бурыми, грудь же — светло-серой. В своей личиночной жизни червь 4 раза засыпает и линяет, то есть сбрасывает кожицу; период времени между каждыми двумя линьками называется возрастом червя. Первый сон наступает на 5 день жизни червя и продолжается приблизительно 24 часа. Во время сна старая кожа червя с головы отчасти сдвигается наперед. Перед самой линькой червь изменяет своё положение, опускается вниз, делает слабые судорожные движения всем телом, вытягивается и, сделав значительное усилие, заставляет лопнуть старую, тесную шкурку. Разрыв её всегда и во всех возрастах приходится на одном и том же месте, а именно сейчас же за головой. Как только шкурка лопнет, червь быстро из неё вылезает и сбрасывает оставшуюся на голове кожицу. После этого червь долгое время сидит неподвижно (отдыхает), а потом принимается за еду. После первого сна червь вступает во второй возраст; он 3 дня ест и потом засыпает на сутки, после чего опять линяет; в третьем возрасте 5 дней ест и несколько суток спит; в четвёртом возрасте 5 дней ест и 1½ суток спит; в пятом возрасте червь пребывает 8—12 дней; затем перестает есть (при этом несколько уменьшается в росте, так как экскременты продолжают выделяться) и, наконец, почти совершенно опорожнив свой кишечный канал, становится полупрозрачным; такой червь называется зрелым. Взобравшись на коконники и выбрав себе подходящее место, он приступает к завивке кокона. Выпуская из сосочка нижней губы непрерывную шелковистую нить, червь укрепляет её на коконниках, устраивая себе как бы леса, внутри которых будет подвешен его кокон. После этого червь приступает к завивке кокона, который изготовляется в 3—4 дня, смотря по температуре в червоводе. Выпустив весь запас шелка, червь успокаивается и впадает в состояние оцепенения (засыпает). По прошествии некоторого времени червь линяет в коконе, на этот раз уже на куколку; через 15—18 дней из куколки выходит бабочка, которая выделяет изо рта едкую жидкость, разъедающую обращенный к голове конец кокона. По выходе своем из коконов тотчас же самцы приступают к спариванию с самками.
Грена имеет овальную (эллиптическую) форму, сплюснутую с боков, с одного полюса несколько толще; вскоре после отложения её на обоих сплюснутых боках появляется по одному вдавлению. На более тонком полюсе находится довольно значительное углубление, на середине которого имеется бугорок, а в центре его помещено отверстие — микропиле, предназначенное для прохождения семенной нити. Величина грены около 1 мм длины и 0,5 мм ширины, но она значительно колеблется, в зависимости от породы. В общем, породы европейские, малоазиатские, среднеазиатские и персидские дают более крупную грену, нежели китайские и японские. Вес 1000 штук грены колеблется от 0,8432 до 0,4460 грамма; наиболее тяжелая грена у породы кипрской (с желтыми коконами), а наиболее легкая у японской зелёной бивольтинной. Грена одета толстой, плотной, почти прозрачной скорлупой, которая на сплюснутых сторонах пронизана тончайшими канальцами, по которым поступает воздух к желтку. По анализам Версона, скорлупа состоит из 12,5 % воды, 86,5 % органических веществ, 0,1 % золы, растворимой в воде, и 0,9 % золы, в воде нерастворимой. Внутреннее содержимое грены состоит из клетки с одним ядром и одето желточной оболочкой (хорион), лежащей над скорлупой. Внутренность клетки наполнена желточными шариками, мелкими в поверхностном её слое и крупными во внутренней части. Живая грена дышит, то есть поглощает кислород воздуха и выделяет углекислоту, причем сильнее всего этот процесс протекает перед вылуплением червя и на 2-й день по отложении грены, слабее же всего в январе и вообще зимой. По мере стояния грена теряет в весе, причем в первый месяц после кладки уменьшается на 2 % своего веса, в следующие 7 месяцев — на 1 % и в месяц оживления — на 9 %; всего же потеря достигает — 13 %. Для хранения грены в течение осени и до начала зимы температура должна быть постепенно доведена с +20 % Ц. до +2 и +3° Ц., при которых грена и зимует; весной ко времени оживления температура постепенно должна подняться до +15° Ц. Грена свободно выдерживает зимнюю температуру южной полосы умеренного климата и кратковременное действие пониженной даже до −26° Ц. температуры; только при морозе в −30° Ц. грена погибает. При действии температуры в −10° Ц. в течение 7 дней погибает 5 % грены (европейские породы), в течение же 49 дней — 20 %. Но и действие повышенной температуры для грены вредно; при +30° Ц. в течение 90 дней без перерыва вся грена погибает. От качества грены зависит обыкновенно и результат выкормки червей. Дурно зимовавшая грена или даже только не вовремя отмытая, никогда не может считаться надежной. Черви, вышедшие из плохой грены, или погибают в начале, или же в конце выкормки. В маленьком хозяйстве приготовлять грену дома не выгодно и лучше её выписывать от лиц и учреждений, специально занимающихся её приготовлением. Грену следует приобретать целлюлярную, то есть полученную путём правильного племенного подбора с применением микроскопического исследования, от лиц и учреждений, вполне достойных доверия. Если такая грена и стоит дороже обыкновенной, то расход на неё окупается с избытком количеством и качеством получаемых коконов. Выписанную грену обязательно следует испытать, для чего производится из неё зимняя пробная выводка и выкормка червей. Для пробной зимней выкормки достаточно получить 25—50 червей. Выкормку можно производить в обыкновенной комнате, причем помещают червей около керосиновой лампы с сильной горелкой, чтобы температура вблизи её держалась на 18—20° Р. Выкормку можно начинать, как только прорастут посаженные в горшки или ящики корни скорцонеры. В продолжение выкормки нужно следить, чтобы в помещении, где находятся черви, не было табачного дыма. Грену зимней выписки, не давая ей согреваться в помещении, необходимо тотчас по получении вынести на холод или же повесить между оконными рамами так, чтобы рама с греной не прикасалась ни к наружному, ни к внутреннему стеклу. Около грены следует подвесить термометр для наблюдения за температурой; окна нужно выбирать обращенные на север, чтобы избежать действия солнечных лучей. Держа наружную форточку более или менее приоткрытой, удобно регулировать температуру между рамами. К оживлению грены приступают, когда на шелковице начнут развертываться почки; в Закавказье это бывает в конце марта, на юге России — в конце апреля. Позднего оживления грены нужно избегать. Для оживления грена из коробочек высыпается на листы бумаги с загнутыми краями и помещается в комнате при 10° Р. и затем ежедневно температура подымается на 1°, так что ко времени вылупления температура достигает +18° Р. для японских пород и +19° Р. для европейских. Для предохранения молодых червей от муравьёв грену для оживления ставят в небольшой шкафчик (илл. 8), обтянутый кисеей, ножки которого находятся в блюдечках, наполненных водой; при шкафчике помещают термометр и гигрометр.

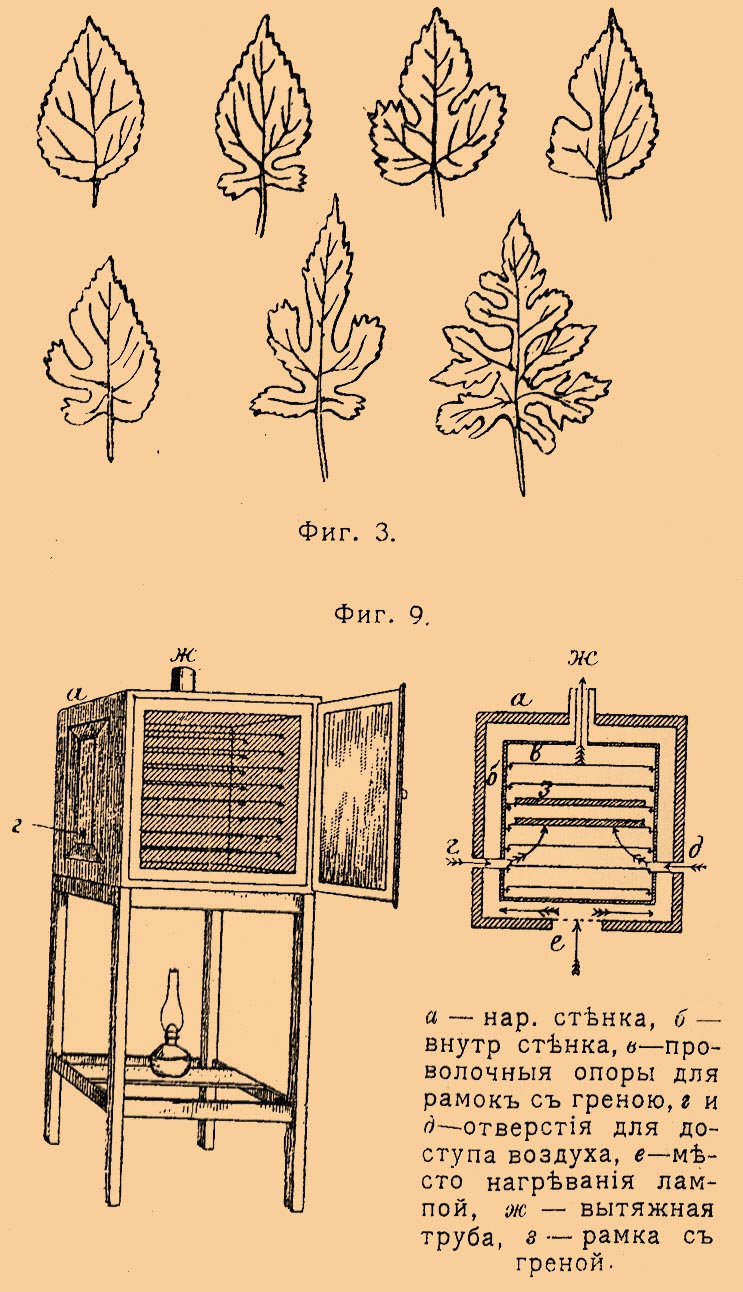
(Табл. ШЕЛКОВОДСТВО). Илл. 9. а — наружная стенка, б — внутренняя стенка, в — проволочные опоры для рамок с греной, г и д — отверстия для доступа воздуха, е — место нагревания лампой, ж — вытяжная труба, з — рамка с греной.

Период оживления грены продолжается от 7 до 12 дней. Если наступившие холода задерживают развитие листа шелковицы, то температура помещения оставляется несколько дней без повышения, но при этом не должна быть понижаема. За 2—3 дня до вылупления червей грена принимает буро-черный цвет, а за сутки становится светло-серо-пепельной. Если наблюдается сухость воздуха, то пол комнаты, где оживляется грена, обрызгивается водой или ставятся чашки с водой. Накануне выхода червей, с вечера следует покрыть грену редким тюлем, а поверх, для приманки вылупившихся червячков, поместить раздавленный лист скорцонеры или шелковицы. Вылупление червей, продолжающееся в течение 2—4 дней, происходит нормально утром до 12 часов дня и добавочно вечером, между 11 и 12 часами ночи. Собранные каждый раз черви переносятся на тюле на этажерку для выкормки. В первый день обыкновенно вылупляется немного червей, на второй и третий — большая их часть, а на четвёртый — остальные. Выходы каждого дня собираются и выкармливаются отдельно; при этом и развитие, и линьки у червей одного выхода идут равномерно и в одно время.
В местностях с развитым шелководством устраиваются гренерные заведения, задачей которых является получение грены для продажи. Главная заслуга гренера сводится к умению отобрать коконы на племя. Племенные коконы подбираются не только по форме, но и по цвету. Присутствие в партии коконов другого цвета или даже иного оттенка указывает на примесь других пород, а потому такие коконы должны быть удаляемы. Кроме того, гренер должен иметь в виду, чтобы самцов и самок было в племенной партии приблизительно одинаковое число. Хотя точных отличительных признаков для такого различия нет, но до некоторой степени возможно судить по самим коконам: коконы самцов более мелкие, по форме удлиненные, с резко выраженным перехватом, более мелкогранные и более плотные; по весу мужской кокон значительно легче кокона самки. Коконы уродливые, недовитые, атласистые не должны пускаться на племя. Выход бабочек из коконов наступает обыкновенно на 15—18-й день после начала завивки коконов. По выходе своем самцы отыскивают самок и соединяются с ними. Такие соединившиеся пары сейчас же должны быть уединяемы; их садят в мешочки (каждую пару отдельно), которые затем затягиваются ниткой. Мешочки делаются из дешёвой, сильно накрахмаленной кисеи и имеют не менее 2 вершков ширины и 2 вершков глубины. Наиболее благоприятной температурой при гренаже считают 18—20° Р. В продолжение первых дней производится осмотр мешочков, и те из них, в которых погибли одна или обе бабочки ранее 5 дней, выбрасываются из партии, так как грена от них считается слабой. После того как бабочки вынесутся и погибнут, приступают к микроскопическому их исследованию. Главная цель этой операции заключается в определении, заражены или нет данные производители тельцами пебрины — болезни очень опасной и передаваемой по наследству. Если бабочки окажутся зараженными, то грена уничтожается. Для исследования берется пара бабочек, кладется в ступку с малым количеством воды и растирается в жидкую кашицу; капля такой кашицы и рассматривается под микроскопом; при увеличении в 400—500 раз тельца пебрины прекрасно видны и представляют маленькие, очень блестящие, овальные тельца (илл. 10).
Ввиду неудобства сохранения грены в мешочках — её отмывают. Самым лучшим временем для отмывки считают момент, когда осеннее развитие грены уже остановилось, а зимовка её ещё не началась. Отмытая и обсохшая грена выносится на холод, для сохранения.
Для успешного разведения червей главным образом необходимы: доброкачественный корм в достаточном количестве, чистый воздух нормальной сухости, температура от +17 до +18° Р., достаточная площадь, тщательное удаление отбросов и остатков. Выкармливаются черви в сарае, комнате или в особой червоводне. Размер последней рассчитывается по 20—30 куб. аршин на каждый золотник грены. Червоводня должна быть достаточно хорошо освещена и вентилирована и иметь потолок, если крыша железная или черепитчатая. В ней черви располагаются на этажерках, причем наиболее удобными считаются снабженные передвижными рамами (илл. 11).
Размеры рам от 21/2 до 3 аршин и шириной 1—11/2 аршина; расстояние между рамами 12—16 вершков; высота этажерки до 3 аршин.
Перед выкормкой червоводня моется, чистится, стены и потолок белятся, причем к извести прибавляют сульфофеноловой кислоты (1 %) и, наконец, все помещение и предметы при помощи хлора или серы подвергаются дезинфекции. Когда черви вылупятся, их вносят в червоводню и располагают на этажерках, причем рамы предварительно застилаются бумагой, которая предохраняет их от загрязнения. Черви различных пород и возрастов располагаются на отдельных этажерках или, по крайней мере, на отдельных рамах. В первом возрасте червям дается мелко нарезанный лист; во втором — резанный несколько крупнее; в третьем — ещё крупнее; в четвёртом — целый лист; в пятом — целый лист и молодые побеги. Червям следует давать такое количество листа, которое они могут съесть, пока он не завянет, то есть давать лист небольшими порциями, но зато кормить почаще; число кормёжек в сутки должно быть:
|                      | При нормальной влажности воздуха | В сухом климате |
| -------------------- | -------------------------------- | --------------- |
| В первом возрасте    | 10                               | 10              |
| Во втором возрасте   | 7                                | 8               |
| В третьем возрасте   | 7                                | 8               |
| В четвёртом возрасте | 7                                | 10              |
| В пятом возрасте     | 9                                | 18              |

Лист насыпается равномерно по раме; начинающим линять червям листа вовсе не дают, после же линьки следует начать давать корм лишь тогда, когда они могут есть. Вскармливаемый червям лист должен принять температуру червоводни. Для кормления червей из 1 золотника грены в первом возрасте нужно 11/2 фунта листа, во втором — 31/2 фунта, в третьем 341/2 фунта, в четвёртом — 56 фунтов и в пятом 300 фунтов (часть с побегами). Все остатки пищи, накопляющиеся в течение суток, должны удаляться. Для этой цели служат съемники (илл. 12), то есть листы бумаги с рядами отверстий различного диаметра для каждого возраста червей.

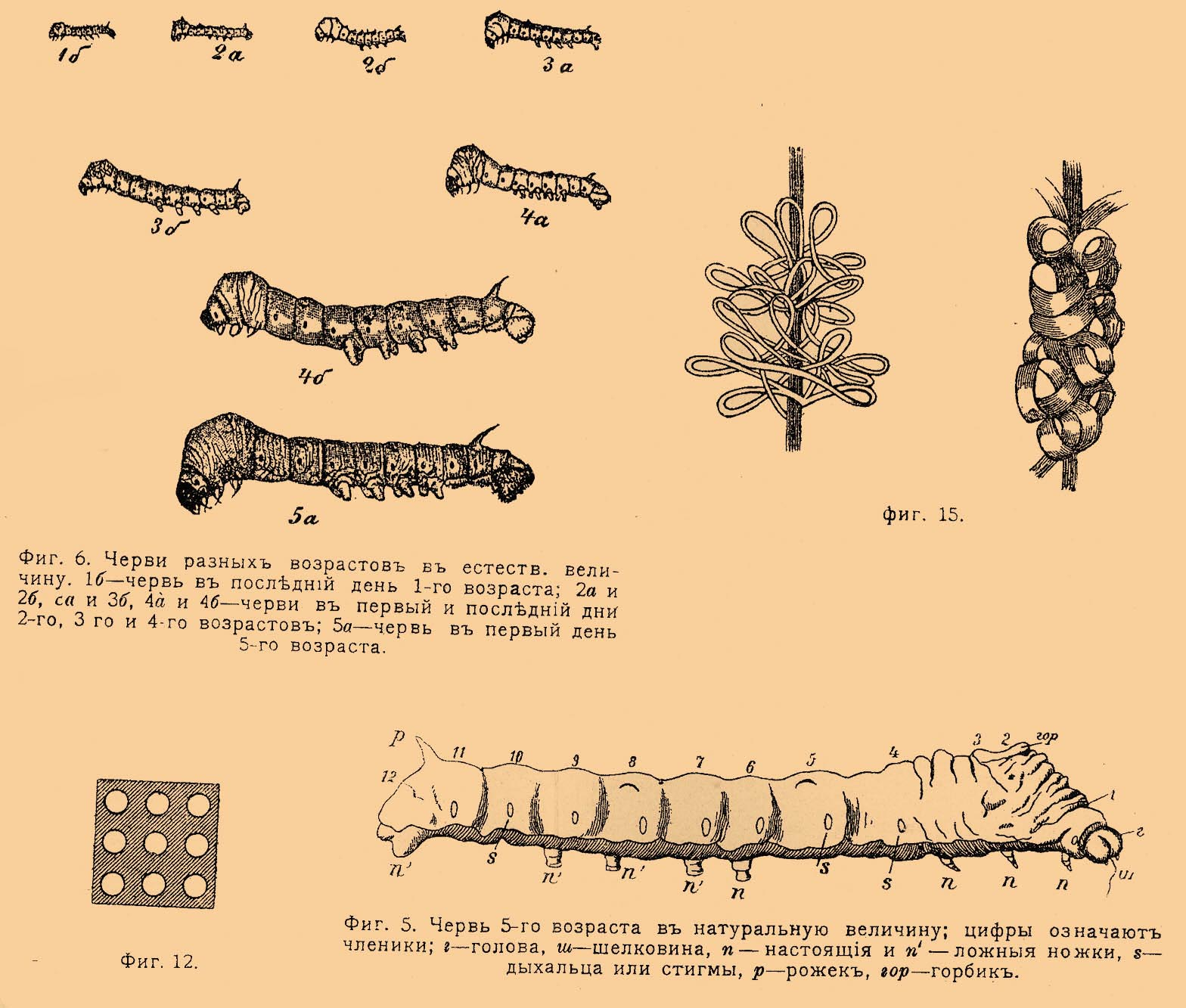
Илл. 12.

Рано утром на червей накладывается съемник, поверх которого для приманки насыпается лист; черви через отверстия в течение 11/2 часов переходят на съемник, который тогда одним рабочим подымается с рамы, другой рабочий удаляет с рамы старый съемник с настилкой, после чего съемник с червями опускается опять на раму. По мере роста червей им нужно отделять и большее пространство, то есть разрежать червей. Для этого черви снимаются не на один, а на два или три съемника. Черви из одного золотника занимают в первом возрасте 1/2, во втором возрасте — 11/2, в третьем — 3, в четвёртом — 7 и в пятом — 12 кв. аршин площади полки. Нормальная температура во время выкормки считается +17—18° Р. и поддерживается при помощи каминов. Относительно резки листа заметим, что она производится в больших шелководнях при помощи особой машины — листорезки (илл. 13); в малых же хозяйствах лист крошится простым острым ножом.
Если в червоводне во время выкормки температура держится постоянно в пределах 18—20°, то обычно на 32-й день от начала выкормки черви в последний раз получают корм и начинают взбираться на коконники; на 33-й день последние черви всползают туда. Коконники устраиваются на тех же полках, где выкармливались черви; но в некоторых местах они устраиваются также и совершенно отдельно от кормовых этажерок. Коконник имеет своим назначением дать удобное для завивки кокона место, в котором червь находил бы как можно больше точек прикрепления для шелковичных нитей, идущих в основу кокона. Подходящим для этого материалом считаются прутья различных деревьев, а также ветвящиеся деревянистые травы: дрок, вереск, чернобобыльник, перекати-поле и т. п. Коконники не могут делаться из растений, имеющих сильный запах, как, например, полынь, свежие березовые ветви и др. Пучки веток связываются у основания и ставятся в вертикальном положении на полку, причем нижними концами пучки опираются о свою полку, а верхушками о верхнюю полку (илл. 14).

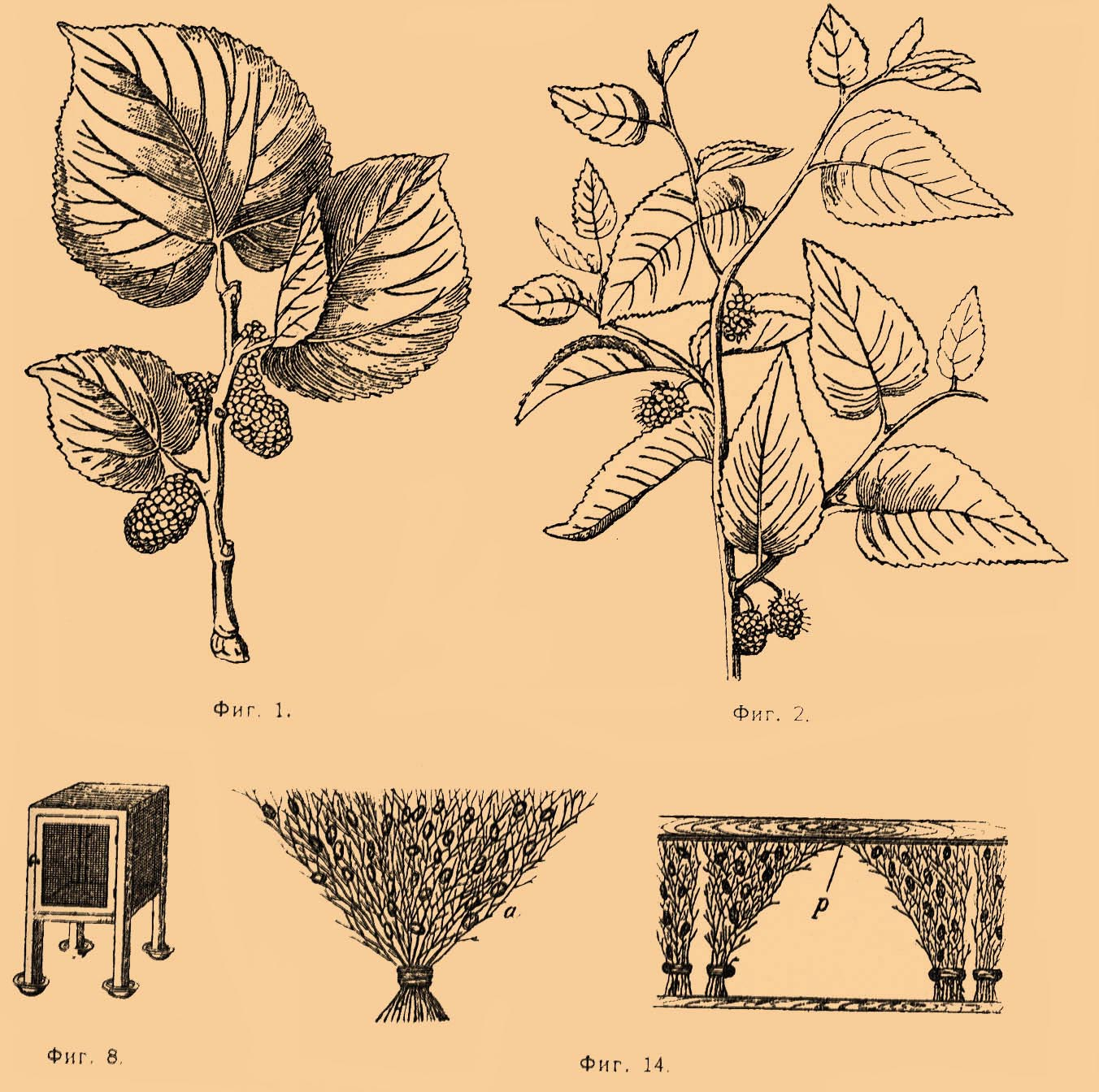
Илл. 14.

Искусственные коконники делаются из брусочков, к которым в Китае привязываются завитки из бамбука, а в Западной Европе — из стружки (илл. 15); весьма практичен также коконник (или лестница) Давриля.

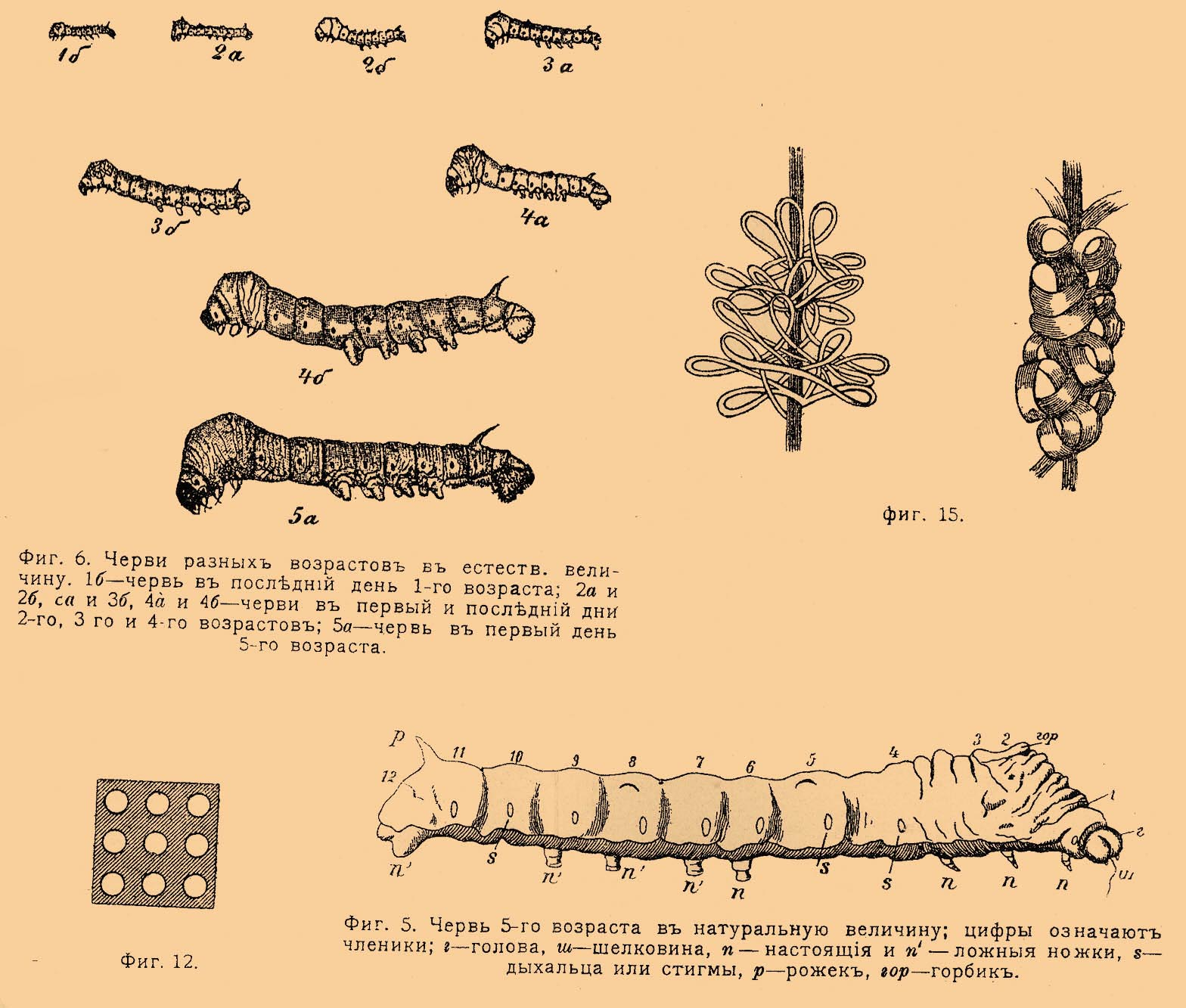
Илл. 15.

К установке коконников приступают, как только черви обнаруживают приближение времени завивки, что замечается по тому, что черви вдруг перестают есть и остаются в спокойном состоянии, становясь более и более прозрачными. Несвоевременная установка коконников и их густота вызывают завивку неправильных коконов, двойников и т. д., что имеет последствием значительную потерю коконов. Температура при завивке не должна быть ниже той, при которой шла выкормка; лучше даже, если она будет на 1—2° выше, в особенности если при выкормке температура не превышала 18° Р. Коконы ни в коем случае не следует снимать ранее 6—7 дней, после того как все черви одной партии взойдут на коконники, иначе можно повредить находящейся в коконах куколке. Ввиду этого лучше всего предварительно разрезать один из самых поздних коконов и осмотреть куколку; если она беловата и кожица на ней мягка, то необходимо 1—2 дня подождать. Племенные же коконы остаются ещё дольше, а именно, их снимают не ранее 10—11 дней после завивки. Коконы, идущие на размотку шелка, должны быть заморены. Снятые коконы предварительно очищаются от охлопьев (шелк, легко отрываемый от кокона руками), сортируются и замариваются обыкновенно паром. При сортировке коконы делятся на 4 сорта:
1. лучшие, совершенно крепкие коконы, которые при легком сдавливании их двумя пальцами не мнутся;
2. мягкие коконы, легко мнущиеся;
3. двойники и уродливые;
4. ржавые и пятнанные.

Для заморки червей существует ряд специальных аппаратов, но в небольших хозяйствах для этой цели пользуются обыкновенным котлом, в который наливают до половины воды, и когда вода закипит, то на котел ставят 3 решета, из которых в нижнем находятся опилки, а в двух верхних рыхлым слоем лежат коконы. Все это покрывается опрокинутой кадкой, имеющей на дне небольшое отверстие для выхода излишнего пара. В течение 15 минут коконы бывают заморены, что контролируется яйцом, положенным в верхнее решето; если яйцо круто сварилось, то коконы считаются заморенными. После этого решета снимают с котла и дают коконам медленно остыть; тогда они раскладываются на полках для полной просушки, после чего ссыпаются рыхло в плетеные корзины или, ещё лучше, хранятся на полках слоем не более 3 вершков. Из золотника грены получается различное количество коконов, смотря по породе; так, при удачном выводе у французских и итальянских пород урожай достигает 20—28 фунтов, у багдадской — 22—30 фунтов, у японской и китайской 14—20 фунтов. Если выкормка шла неправильно или же черви подвергались заболеваниям, то урожай понижается до 50 % или даже до 100 %. Нормальное количество брака (исключая двойников) не должно превышать 1—2 %; двойников же для европейских пород допускается до 5 %, а для японских — до 20 %.
Из болезней шелковичного червя самой грозной является пебрина; в 50—60-х годах XIX века эта болезнь едва не привела к полному уничтожению Ш. в Западной Европе и в России. В прежнее время от неё также сильно страдало шелководство Франции и Италии. Болезнь эта паразитическая, выражающаяся в том, что в органах червя появляется огромное количество самого паразита, или так называемых телец пебрины. Такие тельца имеют овальную форму (почти эллиптическую) и представляют совершенно гладкую поверхность (илл. 10). Они сильно преломляют свет, под микроскопом сильно блестят и отличаются весьма значительным удельным весом. Размеры их в длину до 4½ и в ширину до 2 микромиллиметров. Зрелые тельца очень стойки как по отношению к кислотам, так и щелочам. Из химических реактивов наиболее сильное действие оказывает хлор, который уже в несколько минут убивает тельца пебрина. Вред, причиняемый этим паразитом, сводится к уничтожению всех органов, в которых он размножается, а затем, вероятно, и к постепенному отравлению крови выделениями телец. Болезнь эта повальная и очень заразная; главные признаки её следующие: неровный и очень продолжительный выход червей; большая смертность в начале первого возраста червей; неровность в наступлении первого сна, увеличивающаяся с каждым возрастом; желтоватый цвет кожи червя, черные пятна на теле и шипе червя и на крыльях у бабочек; вялое откладывание грены, в которой остается много желтых (неоплодотворенных) яичек. Предупредить болезнь можно следующими способами: 1) употребление целлюлярной грены, не заключающей в себе микроорганизмов пебрины; 2) тщательное соблюдение правил выкормки; 3) недопущение переноса её из зараженных червоводен; 4) производство, во избежание заражения в местностях с сильным распространением пебрины, ранней выкормки.
Флатчидетца или мертвенность также является очень опасной болезнью и в настоящее время считается даже опаснее пебрины, против которой уже имеются действительные средства. Болезнь эта, появляясь внезапно, действует иногда так быстро, что может в несколько дней уничтожить всех червей данного хозяйства; появляясь часто уже после четвёртого сна и даже во время завивки коконов (илл. 16), она сразу разрушает весь труд и затраты шелковода.

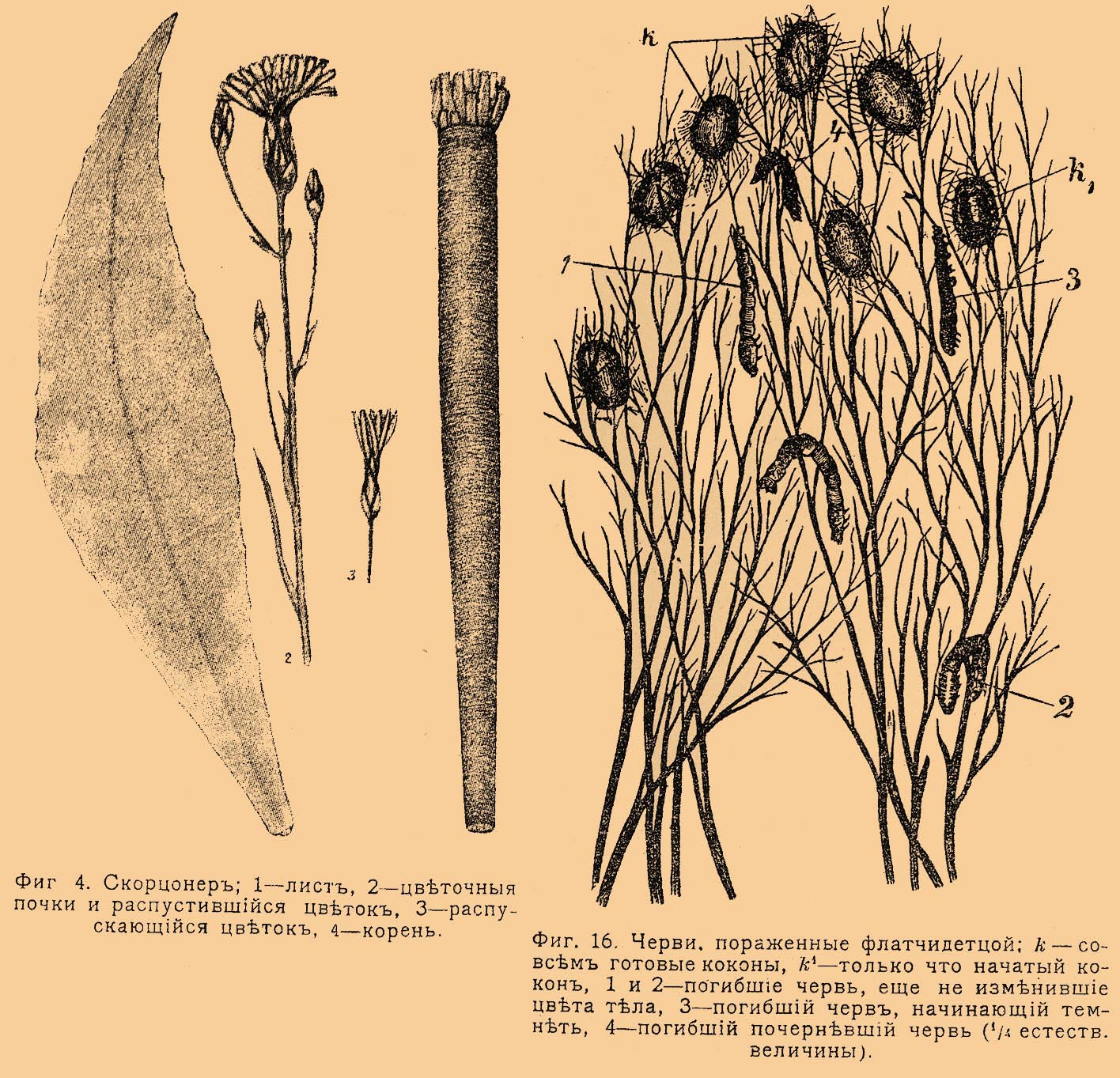
(Табл. ШЕЛКОВОДСТВО). Илл. 16. Черви, пораженные флатчедетцой: k — совсем готовые коконы, k′ — только что начатый кокон, 1 и 2 — погибшие черви, ещё не изменившие цвет тела, 3 — погибший червь, начинающий чернеть, 4 — погибший почерневший червь (¼ естественной величины).

Если даже пораженный червь успел завить кокон, то он погибает в нём, быстро загнивает, а вытекающая из него чёрная жидкость портит кокон, делая его пятнанным. Признаки этой болезни следующие: червь начинает плохо есть, становится вялым, у него открывается понос, иногда изо рта истекает жидкость, тело становится дряблым и червь постепенно замирает и ещё заживо чернеет и размякает. Условиями, способствующими появлению этой болезни, являются: 1) дурное сохранение грены зимой, 2) тесное помещение червей, 3) дурной воздух и редкая смена подстилки, 4) сильный жар при выкормке, 5) голодание червей или кормление их сырым, подмоченным листом. Под микроскопом в червях, куколках и бабочках наблюдаются вибрионы (палочковидные), быстро движущиеся тельца (илл. 17) и микрококки (очень мелкие шаровидные тельца, иногда соединяющиеся цепями) (илл. 18). При начальном периоде болезни можно её прекратить усиленной вентиляцией, очисткой червоводни, сменой подстилки и удалением больных червей, и вообще тщательным соблюдением всех правил выкормки червя.
Мускардина или окаменение есть болезнь, причиняемая, как доказали в 30-х годах Кривелли и Басси, паразитным грибком (Botrytis bassiana, илл. 19). Все средства, убивающие споры этого грибка, должны считаться радикальными мерами борьбы с этой болезнью. Споры грибка Botrytis представляют собой шаровидные тельца в диаметре 0,002—0,003 мм (илл. 20).
Носящиеся в воздухе споры садятся на корм и попадают с ним в кишечный канал червя, где прорастают и развиваются в грибницу (мицелий); через неделю все ткани червя переполняются грибницей, которая выпускает наружу через кожу червя спороносцы. Проросшие спороносцы вместе с самими спорами образуют на трупах червей белый налет (как будто посыпаны мелом). Признаки этой болезни следующие: черви в начале болезни становятся розоватыми, перестают есть, принимают положение как при линьке и умирают. Погибшие черви сморщиваются и настолько затвердевают, что даже ломаются. Из средств борьбы применяются: удаление больных червей, перемена съемника, подстилки; пробелка стен и потолка или промывка его горячим щелоком, вместе с окуриванием помещения серой.
Желтуха или ожирение не считается опасной и бывает обыкновенно у червей 5-го возраста. Черви перестают есть, раздуваются, кожа на них растягивается и начинает блестеть; черви белых и зеленых пород принимают молочный цвет, а желтых — жёлтый. Наконец кожа лопается, из червя вытекает жидкость, содержащая мелкие кристаллы (илл. 21), пачкает корм, подстилку и быстро загнивает. Под микроскопом обнаруживаются шестигранные кристаллы и капли жира. Следует всех больных червей выкинуть раньше, чем они успели лопнуть.
Чахлость сходна с флатчидетцой и характеризуется тем, что черви перестают есть, приобретают земляной цвет, сморщиваются и погибают; труп не принимает чёрного цвета, как при флатчидетце, но под микроскопом обнаруживаются микрококки в червях, куколках и бабочках.
Враги шелковичного червя. Кошки уничтожают как червей, так и бабочек. Мыши и крысы поедают червей и зимующую грену. Птицы, как домашние, так и дикие, а также летучие мыши уничтожают червей и бабочек. Муравьи сильно вредят червям первых возрастов, которых уносят в муравейники. Некоторые виды прогрызают даже коконы. Жуки-кожееды заводятся во время гренажа; это небольшие, серые с черными полосками на спине жучки, покрытые на брюшке белыми волосками; его личинки поедают грену, бабочек и куколок, прогрызая коконы. Уничтожать необходимо как жука, так и его личинку.